# Símbols de Monterrey

Escut de Monterrey.

Els símbols de la ciutat de Monterrey són l'emblema representatiu d'aquest municipi de l'estat de Nuevo León (Neu Lleó).

## Escut
L'escut del municipi de Monterrey es al voltant d'un marc oval que apareix a la dreta un arbre i al costat d'aquest, un indígena fletxant un sol roig, que sorgeix després del Turó de la Cadira. Dos indígenes rayados, que antigament eren coneguts com els ratllats, vestits de huipil, taparrabo, plomall i armats amb arc i fletxa, ells serveixen de suport al conjunt, que apareixen en un llenç blanc, retallat també en forma oval dividit en dos plecs roscats a la part inferior, els quals extrems superiors cauen enrere. En part inferior porta un malnom de CIUDAD DE MONTERREY ia la part superior porta una corana comtal.

## Bandera
La Bandera de Monterrey representa oficialment al municipi mexicà de Monterrey des del 2020. Consisteix en un rectangle de mesures idèntiques de color blanc. Entre el medi del camp blanc, té l'escut municipal al centre, amb un diàmetre de tres quartes parts de l'ample d'aquest camp.